# Zbójna (gemeente)
De gemeente Zbójna is een landgemeente in het Poolse woiwodschap Podlachië, in powiat Łomżyński.
De zetel van de gemeente is in Zbójna.
Op 30 juni 2004 telde de gemeente 4358 inwoners.

## Oppervlakte gegevens
In 2002 bedroeg de totale oppervlakte van gemeente Zbójna 185,77 km², waarvan:
- agrarisch gebied: 50%
- bossen: 45%

De gemeente beslaat 13,72% van de totale oppervlakte van de powiat.

## Demografie
Stand op 30 juni 2004:
| Omschrijving                   | Totaal | Totaal | Vrouwen | Vrouwen | Mannen | Mannen |
| ------------------------------ | ------ | ------ | ------- | ------- | ------ | ------ |
| eenheid                        | aantal | %      | aantal  | %       | aantal | %      |
| inwoners                       | 4358   | 100    | 2119    | 48,6    | 2239   | 51,4   |
| bevolkingsdichtheid (inw./km²) | 23,5   | 23,5   | 11,4    | 11,4    | 12,1   | 12,1   |

In 2002 bedroeg het gemiddelde inkomen per inwoner 1439,67 zł.

## Administratieve plaatsen (sołectwo)
Bienduszka, Dębniki, Dobrylas, Gawrychy, Gontarze, Jurki, Kuzie, Laski, Osowiec, Pianki, Piasutno Żelazne, Popiołki, Poredy, Ruda Osowiecka, Siwiki, Stanisławowo, Tabory-Rzym, Wyk, Zbójna.

## Overige plaatsen
Bandzulka, Barszcze, Brzeziny, Budniki, Budy, Bzówka, Chaberki, Czarny Kąt, Dłużewo, Dukat, Dziedzice, Gałki, Grzymały, Jagłowiec, Jędrzejaki, Kąt, Kokoszki, Korwki, Krasny Borek, Mięgosz, Nowogród, Parzychy, Plony, Pola, Posada, Sędrowskie, Sochy, Sosnowy, Szlaga, Zdrębisko.

## Aangrenzende gemeenten
Kadzidło, Kolno, Lelis, Łyse, Mały Płock, Miastkowo, Nowogród, Turośl